# Conference Carolinas 2018 (pallavolo maschile)
La Conference Carolinas 2018 si è svolta dal 24 gennaio al 21 aprile 2018: al torneo hanno partecipato 9 squadre universitarie statunitensi e la vittoria finale è andata per la prima volta alla King.

## Regolamento
È prevista una stagione regolare che vede le nove formazioni impegnate nella conference affrontarsi due volte tra loro, per un totale di sedici incontri ciascuna; parallelamente vengono disputati anche degli incontri extra-conference contro formazioni appartenenti ad altre conference o non affiliate ad alcuna di esse, dando vita a due classifiche separate una relativa alla Conference Carolinas ed una totale.
- Le prime otto classificate nella classifica della Conference Carolinas accedono al torneo di conference, dove vengono accoppiate col metodo della serpentina e affrontano quarti di finale, semifinali e finale in gara secca;
- La squadra vincitrice del torneo di conference, in virtù della vittoria, ottiene automaticamente il diritto di partecipare alla Final 7 NCAA, mentre le formazioni uscite sconfitte possono essere ripescate sulla base della classifica totale, che assegna attraverso un bye gli ultimi due posti disponibili in Final 7.

## Squadre partecipanti
| Club                       | Città            | Impianto                              | Stagione precedente                                                        |
| -------------------------- | ---------------- | ------------------------------------- | -------------------------------------------------------------------------- |
| Barton Bulldogs            | Wilson           | Wilson Gymnasium Wilson               | 1ª in Conference Carolinas, Vincitrice Quarti di finale in NCAA Division I |
| Belmont Abbey Crusaders    | Belmont          | Wheeler Center Belmont                | 5ª in Conference Carolinas, quarti di finale                               |
| Emmanuel Lions             | Franklin Springs | Shaw Athletic Center Franklin Springs | 8ª in Conference Carolinas                                                 |
| Erskine Flying Fleet       | Due West         | Belk Arena Due West                   | 9ª in Conference Carolinas, quarti di finale                               |
| King Tornado               | Bristol          | Student Center Complex Bristol        | 1ª in Conference Carolinas, semifinali                                     |
| Lees-McRae Bobcats         | Banner Elk       | Williams Gymnasium Banner Elk         | 5ª in Conference Carolinas, quarti di finale                               |
| Limestone Saints           | Gaffney          | Timken Center Gaffney                 | 4ª in Conference Carolinas, semifinali                                     |
| Mount Olive Trojans        | Mount Olive      | Kornegay Arena Mount Olive            | 3ª in Conference Carolinas, finale                                         |
| North Greenville Crusaders | Tigerville       | Hayes Gymnasium Tigerville            | 7ª in Conference Carolinas, quarti di finale                               |

## Campionato

### Regular season

#### Classifica
| Pos. | Squadra          | Conference | Conference | Conference | Conference | Overall | Overall | Overall | Overall |
| Pos. | Squadra          | Pt.        | G          | V          | P          | Pt.     | G       | V       | P       |
| ---- | ---------------- | ---------- | ---------- | ---------- | ---------- | ------- | ------- | ------- | ------- |
| 1.   | King             | .938       | 16         | 15         | 1          | .793    | 29      | 23      | 6       |
| 1.   | Barton           | .938       | 16         | 15         | 1          | .724    | 29      | 21      | 8       |
| 3.   | Mount Olive      | .688       | 16         | 11         | 5          | .552    | 29      | 16      | 13      |
| 4.   | Belmont Abbey    | .500       | 16         | 8          | 8          | .448    | 29      | 13      | 16      |
| 5.   | North Greenville | .438       | 16         | 7          | 9          | .448    | 29      | 13      | 16      |
| 6.   | Emmanuel         | .313       | 16         | 5          | 11         | .360    | 25      | 9       | 16      |
| 6.   | Limestone        | .313       | 16         | 5          | 11         | .286    | 28      | 8       | 20      |
| 8.   | Erskine          | .250       | 16         | 4          | 12         | .259    | 27      | 7       | 20      |
| 9.   | Lees-McRae       | .125       | 16         | 2          | 14         | .154    | 26      | 4       | 22      |

| Al torneo di Conference |

### Torneo di Conference
|  | Quarti di finale | Quarti di finale | Quarti di finale |        |               | Semifinali | Semifinali | Semifinali |  |  | Finale | Finale | Finale |
|  |                  |                  |                  |        |               |            |            |            |  |  |        |        |        |
|  | 1                | King             | 3                |        |               |            |            |            |  |  |        |        |        |
|  | 8                | Lees-McRae       | 0                |        |               |            |            |            |  |  |        |        |        |
|  | 8                | Lees-McRae       | 0                |        | 1             | King       | 3          |            |  |  |        |        |        |
|  |                  |                  |                  |        | 1             | King       | 3          |            |  |  |        |        |        |
|  |                  | 4                | Belmont Abbey    | 1      |               |            |            |            |  |  |        |        |        |
|  | 4                | 4                | Belmont Abbey    | 1      | Belmont Abbey | 3          |            |            |  |  |        |        |        |
|  | 4                |                  |                  |        | Belmont Abbey | 3          |            |            |  |  |        |        |        |
|  | 5                | North Greenville | 1                |        |               |            |            |            |  |  |        |        |        |
|  |                  |                  |                  |        |               |            |            |            |  |  | 1      | King   | 3      |
|  |                  |                  | 2                | Barton | 0             |            |            |            |  |  |        |        |        |
|  | 2                | Barton           | 3                |        |               |            |            |            |  |  |        |        |        |
|  | 7                | Erskine          | 0                |        |               |            |            |            |  |  |        |        |        |
|  | 7                | Erskine          | 0                |        | 2             | Barton     | 3          |            |  |  |        |        |        |
|  |                  |                  |                  |        | 2             | Barton     | 3          |            |  |  |        |        |        |
|  |                  | 3                | Mount Olive      | 1      |               |            |            |            |  |  |        |        |        |
|  | 3                | 3                | Mount Olive      | 1      | Mount Olive   | 3          |            |            |  |  |        |        |        |
|  | 3                |                  |                  |        | Mount Olive   | 3          |            |            |  |  |        |        |        |
|  | 6                | Limestone        | 0                |        |               |            |            |            |  |  |        |        |        |

## Premi individuali
| Premio                               | Giocatrice         | Squadra          |
| ------------------------------------ | ------------------ | ---------------- |
| MVP                                  | Jeff Sprayberry    | King             |
| All-Tournament Team                  | Nick Drooker       | King             |
| All-Tournament Team                  | Kiel Bell          | King             |
| All-Tournament Team                  | Aleksa Brković     | Barton           |
| All-Tournament Team                  | Vasilīs Mandīlarīs | Barton           |
| All-Tournament Team                  | Josh Donahue       | Mount Olive      |
| All-Tournament Team                  | Liam Maxwell       | Belmont Abbey    |
| Offensive player of the Year         | Aggelos Mandīlarīs | Barton           |
| Defensive player of the Year         | Rob Valentine      | Belmont Abbey    |
| Freshman of the Year                 | Francisco Salinger | Limestone        |
| Coach of the Year                    | Ryan Booher        | King             |
| All-Conference Carolinas First Team  | Jeff Sprayberry    | King             |
| All-Conference Carolinas First Team  | Aggelos Mandīlarīs | Barton           |
| All-Conference Carolinas First Team  | Liam Maxwell       | Belmont Abbey    |
| All-Conference Carolinas First Team  | Robert Poole       | Mount Olive      |
| All-Conference Carolinas First Team  | Aleksa Brković     | Barton           |
| All-Conference Carolinas First Team  | Nick Drooker       | King             |
| All-Conference Carolinas First Team  | Josh Donahue       | Mount Olive      |
| All-Conference Carolinas Second Team | Kiel Bell          | King             |
| All-Conference Carolinas Second Team | Vasilīs Mandīlarīs | Barton           |
| All-Conference Carolinas Second Team | Jon Wheaton        | King             |
| All-Conference Carolinas Second Team | Matthew McManaway  | North Greenville |
| All-Conference Carolinas Second Team | Bret Rutledge      | Mount Olive      |
| All-Conference Carolinas Second Team | Óscar Fiorentino   | Barton           |
| All-Conference Carolinas Second Team | Rob Valentine      | Belmont Abbey    |
| All-Conference Carolinas Third Team  | Brad Monaghan      | Mount Olive      |
| All-Conference Carolinas Third Team  | Francisco Salinger | Limestone        |
| All-Conference Carolinas Third Team  | Luke Visgitis      | Mount Olive      |
| All-Conference Carolinas Third Team  | Anthony Savage     | Limestone        |
| All-Conference Carolinas Third Team  | Jackson Gilbert    | North Greenville |
| All-Conference Carolinas Third Team  | Jeff Yasalonis     | Mount Olive      |
| All-Conference Carolinas Third Team  | Florian Ruhm       | Limestone        |

## Verdetti
| Squadra | Qualificazione  |
| ------- | --------------- |
| King    | NCAA Division I |